# Torsby Ski Tunnel
Torsby Skidtunnel & Sportcenter är ett komplett träningsområde med en arena för längdskidåkning inomhus. Sveriges första skidtunnel finns Torsby i Sverige och skidtunneln invigdes den 16 juni 2006. Skidtunneln är en 1,3 kilometer lång kuperad bana för klassisk och fri stil och har en temperatur på mellan 0 och -3 grader Celsius. Man har även haft en Swe-cup i skidskytte inne i skidtunneln på grund av sträng kyla utomhus. Det är den första nationella skidskyttetävlingen i historien som arrangerades inomhus.

### Fotnoter
1. ↑  ”Torsby Ski Tunnel”. http://www.skitunnel.se/omoss/skidtunnelfakta.50.html. Läst 11 mars 2012.